# Državna cesta D118
D118 je državna cesta u Hrvatskoj. 
Nalazi se na otoku Korčuli, a prolazi kroz naselja Vela Luka, Blato, Smokvica, Čara, Pupnat, Žrnovo i Korčula.
Ukupna duljina ceste je 47,8 km.